# Gatunek amfitermiczny
Gatunek amfitermiczny – gatunek o tolerancji termicznej zmieniającej się w zależności od rozmieszczenia geograficznego populacji. Amfitermiczność sprzyja specjacji, ponieważ pod jej wpływem mogą powstawać podgatunki. Różnice tolerancji temperaturowej między populacjami o znacznym oddaleniu są czasem bardzo duże. 